# Gmina związkowa Rodalben
Gmina związkowa Rodalben (niem. Verbandsgemeinde Rodalben) – gmina związkowa w Niemczech, w kraju związkowym Nadrenia-Palatynat, w powiecie Südwestpfalz. Siedziba gminy związkowej znajduje się w mieście Rodalben.

## Podział administracyjny
Gmina związkowa zrzesza sześć gmin, w tym jedną gminę miejską (Stadt) oraz pięć gmin wiejskich:
1. Clausen
2. Donsieders
3. Leimen
4. Merzalben
5. Münchweiler an der Rodalb
6. Rodalben